# Slovanské kostely
Slovanské kostely (německy Slawenkirchen) je označení někdejších 14 kostelů v německých, resp. v bavorských Horních Francích, především pak v dnešních zemských okresech Bamberk a Erlangen-Höchstadt. Kostely většinou již zcela zanikly, nebo se dochovaly jen jejich zbytky.

## Historie

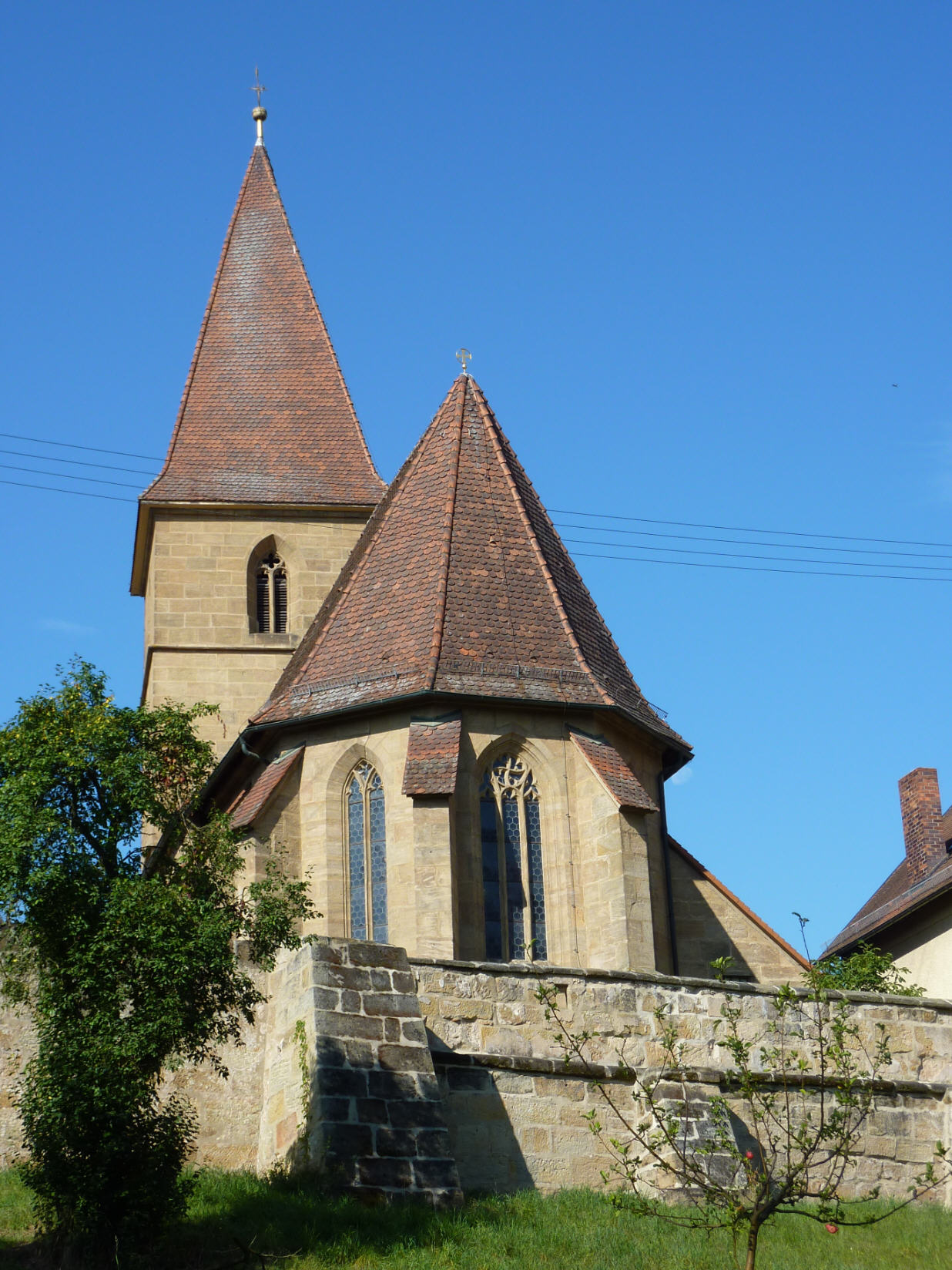
Sv. Zikmund v Seußlingu

Jako Bavaria Slavica se označuje území v dnešním severovýchodním Bavorsku, na němž v raném středověku žili Slované. Na území mezi Mohanem a Řehnicí, na terra sclavorum (latinsky území otroků), obývali mohanští a řehničtí Wendové.
Císař Karel Veliký nechal po saských válkách (772–804) kolem let 790 až 810 k zajištění východní hranice Franské říše vyslat misie za účelem christianizace pohanských slovanských kmenů. Pověřil würzburského biskupa Berovulfa (Berowolf'a asi 769–794), aby na území mezi Mohanem a Řehnicí vykonal tzv. Slovanské misie.
Během plavby po řece z Forchheimu do Würzburgu v roce 793 usoudil Karel Veliký, že by na územích u řeky Řehnice měly být zřízeny kostely k obrácení Slovanů. Ty byly skutečně přibližně do roku 810 stavěny. Jednalo se zejména o baptisteria zasvěcená sv. Janu Křtiteli mj. v tehdejší Radenici. Později se patrocinium kostela několikrát změnilo.

## Místa a předpokládaná místa
- Jistě v Amlingstadtu: dochovaly se základy jednolodního kamenného kostelíka na pravém břehu Řehnice. Roku 1970 proběhl rozsáhlý archeologický průzkum.
- Pravděpodobně v Altendorfu.
- Velmi pravděpodobně v Bischbergu: kaple při královském kostele v Hallstadtu.
- Pravděpodobně v Buttenheimu: dnešní farní kostel byl vystavěn později.
- Velmi pravděpodobně v Kirchschlettenu: založení místa Slovany a zasvěcení sv. Janu Křtiteli. Románská kostelní věž pochází z 12. století.
- Pravděpodobně v Lonnerstadtu: starý slovanský kostel se nedochoval.
- Pravděpodobně v Ludwagu se zasvěcením sv. Janu Křtiteli.
- Snad u Mühlhausenu v údolí řeky Reiche Ebrach.
- Snad v Reuthu (slovansky Zuegastesruith): slovanský kostel pro území východně od forchheimského královského dvorce.
- Jistě v Seußlingu: zbytky původní stavby pod kryptou kostela sv. Zikmunda (St. Sigismund-Kirche) by mohly pocházet ze slovanského kostela. Od roku 1999 zde provádí výzkum Univerzita Otto-Friedricha v Bamberku.
- Pravděpodobně u Uehlfeldu v Aischgrundu.
- Velmi pravděpodobně u Trunstadtu: kaple při královském kostele v Hallstadtu.
- Snad u Wachenrothu v údolí řeky Reiche Ebrach.